# Station Errekalde
Station Errekalde is een spoorwegstation in de wijk Errekalde, in het district Añorga van de gemeente San Sebastian in Spanje, in de autonome gemeenschap Baskenland. Het station is deel van het spoorwegnetwerk van EuskoTren. Er stoppen zowel de treinen van de lijn tussen San Sebastian en Bilbao, als de Topo. 
Het station bestaat uit twee sporen met daartussen een eilandperron. 